# Bernard Tucker
Bernard William Tucker (Hampstead, 22 gennaio 1901 – Hertfordshire, 19 dicembre 1950) è stato un ornitologo britannico.

## Biografia
Tucker è nato a Northaw, Hertfordshire da William e Constance Susan Tucker ed è stato istruito alla Harrow School e al Magdalen College di Oxford, ottenendo il massimo dei voti nel 1923. Si è interessato agli uccelli fin da ragazzo. Trascorse il 1924 all'Orto zoologico di Napoli indagando sul parassitismo nei crostacei. Nel 1925 fu nominato dimostratore nel laboratorio zoologico di Cambridge. Nel 1926 divenne dimostratore in zoologia e anatomia comparata all'Università di Oxford. Nel 1946 divenne la prima persona ad essere nominata lettore di ornitologia in un'università britannica. Tucker insieme a Max Nicholson ha svolto un ruolo chiave nel guidare il censimento collaborativo di Oxford Bird nel 1927.
Durante il suo periodo a Napoli conobbe Gladys Allen che sposò l'11 luglio 1925.
Una sottospecie della dendrocitta cinerascens è stata intitolata a lui come dendrocitta sinensis tuckeri da Tom Harrisson e C. H. Hartley nel 1934 ma questa non è più considerata una sottospecie valida. La medaglia assegnata dal British Trust for Ornithology (di cui è stato il primo segretario) è stata intitolata in suo onore Bernard Tucker Medal.